# جايلتون ألفيس ميراندا
جايلتون ألفيس ميراندا (بالبرتغالية: Kuca Miranda‏) (مواليد 2 أغسطس 1989)، يشتهر بـكوكا، هو لاعب كرة قدم من الرأس الأخضر يلعب حاليًا لصالح نادي كارديمير كارابوك سبور التركي.

## الأهداف الدولية
أهداف منتخب الرأس الأخضر تظهر أولًا.
| الهدف | التاريخ        | الملعب                               | الخصم   | الهدف | النتيجة | البطولة                         |
| ----- | -------------- | ------------------------------------ | ------- | ----- | ------- | ------------------------------- |
| 1     | 18 نوفمبر 2014 | الملعب الوطني، برايا، الرأس الأخضر   | النيجر  | 1–0   | 3–1     | تصفيات كأس الأمم الأفريقية 2015 |
| 2     | 10 يناير 2015  | ملعب ليوبولد سينغهور، داكار، السنغال | الكونغو | 3–2   | 3–2     | مباراة ودية                     |

## روابط خارجية
- جايلتون ألفيس ميراندا على موقع اتحاد تركيا (لاعب) (الإنجليزية)
- جايلتون ألفيس ميراندا على موقع قاعدة بيانات كرة القدم.إي يو (الإنجليزية)
- جايلتون ألفيس ميراندا على موقع ناشيونال فوتبول تيمز (الإنجليزية)
- جايلتون ألفيس ميراندا على موقع Soccerway.com (الإنجليزية)
- جايلتون ألفيس ميراندا على موقع عالم كرة القدم.نت (الإنجليزية)
- جايلتون ألفيس ميراندا على موقع كووورة
- جايلتون ألفيس ميراندا على موقع AS.com (الإسبانية)

- صفحة اللاعب على سوكرواي
- صفحة اللاعب على Foradejogo